# بوگدان مارا
بوگدان مارا (انگلیسی: Bogdan Mara؛ زادهٔ ۲۹ سپتامبر ۱۹۷۷) بازیکن سابق فوتبال اهل رومانی است.
وی همچنین در تیم‌های ملی فوتبال زیر ۲۱ سال رومانی و رومانی بازی کرده‌ است.